# Eliminatórias da Copa do Mundo FIFA de 2026 – AFC (terceira fase)
Esta página apresenta os resultados das partidas da terceira fase das eliminatórias asiáticas (AFC) para a Copa do Mundo FIFA de 2026.

## Formato
Às dezoito seleções que avançaram da segunda fase foram divididas em três grupos de seis times. As equipes jogaram entre si em jogos de ida e volta. As duas primeiras equipes de cada grupo se classificaram diretamente para a Copa do Mundo FIFA de 2026, o terceiro e o quarto colocados avançaram para a quarta fase.

## Seleções classificadas
As seguintes seleções se classificaram para a disputa desta fase.
- Arábia Saudita
- Austrália
- Bahrein
- Catar
- China
- Coreia do Norte
- Coreia do Sul
- Emirados Árabes Unidos
- Indonésia
- Irã
- Iraque
- Japão
- Jordânia
- Kuwait
- Omã
- Palestina
- Quirguistão
- Uzbequistão

## Sorteio
O sorteio da terceira fase foi realizado em 27 de junho de 2024 na sede da AFC em Kuala Lumpur, Malásia.
A divisão nos potes foi baseada no Ranking da FIFA de junho de 2024 (mostrado entre parênteses).
Cada grupo conteve uma seleção de cada um dos seis potes. O sorteio começou no Pote 6 e terminará no Pote 1, com cada seleção sorteada sendo colocada na posição correspondente sequencialmente no Grupo A, depois B, depois C.
| Pote 1                                                     | Pote 2                                               | Pote 3                                                      |
| ---------------------------------------------------------- | ---------------------------------------------------- | ----------------------------------------------------------- |
| 1. Japão (17) 2. Irã (20) 3. Coreia do Sul (22)            | 1. Austrália (23) 2. Catar (35) 3. Iraque (55)       | 1. Arábia Saudita (56) 2. Uzbequistão (62) 3. Jordânia (68) |
| Pote 4                                                     | Pote 5                                               | Pote 6                                                      |
| 1. Emirados Árabes Unidos (69) 2. Omã (76) 3. Bahrein (81) | 1. China (88) 2. Palestina (95) 3. Quirguistão (101) | 1. Coreia do Norte (110) 2. Indonésia (134) 3. Kuwait (137) |

## Calendário
O calendário desta fase foi o seguinte:
| Rodada          | Data                   |
| --------------- | ---------------------- |
| Primeira rodada | 5 de setembro de 2024  |
| Segunda rodada  | 10 de setembro de 2024 |
| Terceira rodada | 10 de outubro de 2024  |
| Quarta rodada   | 15 de outubro de 2024  |
| Quinta rodada   | 14 de novembro de 2024 |
| Sexta rodada    | 19 de novembro de 2024 |
| Sétima rodada   | 20 de março de 2025    |
| Oitava rodada   | 25 de março de 2025    |
| Nona rodada     | 5 de junho de 2025     |
| Décima rodada   | 10 de junho de 2025    |

## Grupos

### Grupo A
| Pos | Equipe                 | Pts | J  | V | E | D | GP | GC | SG  | Classificado               |  |     |     |     |     |     |     |
| --- | ---------------------- | --- | -- | - | - | - | -- | -- | --- | -------------------------- |  | --- | --- | --- | --- | --- | --- |
| 1   | Uzbequistão            | 21  | 10 | 6 | 3 | 1 | 14 | 7  | +7  | Copa do Mundo FIFA de 2026 |  | —   | 0–0 | 1–0 | 3–0 | 1–0 | 1–0 |
| 2   | Irã                    | 23  | 10 | 7 | 2 | 1 | 19 | 8  | +11 | Copa do Mundo FIFA de 2026 |  | 2–2 | —   | 2–0 | 4–1 | 1–0 | 3–0 |
| 3   | Emirados Árabes Unidos | 15  | 10 | 4 | 3 | 3 | 15 | 8  | +7  | Quarta fase                |  | 0–0 | 0–1 | —   | 5–0 | 3–0 | 1–1 |
| 4   | Catar                  | 13  | 10 | 4 | 1 | 5 | 17 | 24 | −7  | Quarta fase                |  | 3–2 | 1–0 | 1–3 | —   | 3–1 | 5–1 |
| 5   | Quirguistão            | 8   | 10 | 2 | 2 | 6 | 12 | 18 | −6  | Eliminado                  |  | 2–3 | 2–3 | 1–1 | 3–1 | —   | 1–0 |
| 6   | Coreia do Norte        | 3   | 10 | 0 | 3 | 7 | 9  | 21 | −12 | Eliminado                  |  | 0–1 | 2–3 | 1–2 | 2–2 | 2–2 | —   |

| 5 de setembro de 2024 | Uzbequistão    | 1 – 0                            | Coreia do Norte | Estádio Milliy, Tasquente                 |
| 19:00 (UTC+5)         | Masharipov 20' | Relatório (FIFA) Relatório (AFC) |                 | Público: 24 205 Árbitro: OMA Ahmed Al-Kaf |

| 5 de setembro de 2024 | Irã        | 1 – 0                            | Quirguistão | Estádio Fuladshahr, Fuladshahr            |
| 19:30 (UTC+3:30)      | Taremi 34' | Relatório (FIFA) Relatório (AFC) |             | Público: 12 077 Árbitro: JPN Yusuke Araki |

| 5 de setembro de 2024 | Catar         | 1 – 3                            | Emirados Árabes Unidos                  | Estádio Ahmed bin Ali, Al Rayyan         |
| 19:00 (UTC+3)         | Al-Hassan 38' | Relatório (FIFA) Relatório (AFC) | Abdalla 68' · Ibrahim 80' · Saleh 90+4' | Público: 33 952 Árbitro: AUS Shaun Evans |

| 10 de setembro de 2024 | Coreia do Norte                    | 2 – 2                            | Catar                    | Novo Estádio Nacional de Laos, Vientiane (Laos) |
| 19:00 (UTC+7)          | Ri Il-song 19' · Kang Kuk-chol 52' | Relatório (FIFA) Relatório (AFC) | Afif 31' (pen) · Ali 44' | Público: 140 Árbitro: MAS Nazmi Nasaruddin      |

| 10 de setembro de 2024 | Quirguistão                  | 2 – 3                            | Uzbequistão                                | Estádio Dolen Omurzakov, Bisqueque          |
| 20:00 (UTC+6)          | Kojo 15' · Abdurakhmanov 35' | Relatório (FIFA) Relatório (AFC) | Shomurodov 17' · Aliqulov 45' · Urunov 72' | Público: 13 282 Árbitro: UAE Ahmed Al-Alili |

| 10 de setembro de 2024 | Emirados Árabes Unidos | 0 – 1                            | Irã           | Estádio Hazza bin Zayed, Alaine             |
| 20:00 (UTC+4)          |                        | Relatório (FIFA) Relatório (AFC) | Ghayedi 45+3' | Público: 17 826 Árbitro: KOR Kim Jong-hyeok |

| 10 de outubro de 2024 | Uzbequistão | 0 – 0                            | Irã | Estádio Milliy, Tasquente                |
| 19:00 (UTC+5)         |             | Relatório (FIFA) Relatório (AFC) |     | Público: 33 829 Árbitro: AUS Shaun Evans |

| 10 de outubro de 2024 | Catar                                          | 3 – 1                            | Quirguistão  | Estádio Al Thumama, Doha                   |
| 19:00 (UTC+3)         | Ali 39' · Kozubayev 63' (g.c.) · Al-Hassan 81' | Relatório (FIFA) Relatório (AFC) | Shukurov 76' | Público: 25 195 Árbitro: SGP Muhammad Taqi |

| 10 de outubro de 2024 | Emirados Árabes Unidos | 1 – 1                            | Coreia do Norte  | Estádio Hazza bin Zayed, Alaine             |
| 20:00 (UTC+4)         | Al-Ghassani 66'        | Relatório (FIFA) Relatório (AFC) | Jong Il-gwan 86' | Público: 8 536 Árbitro: JOR Adham Makhadmeh |

| 15 de outubro de 2024 | Uzbequistão        | 1 – 0                            | Emirados Árabes Unidos | Estádio Milliy, Tasquente            |
| 19:00 (UTC+5)         | Shukurov 76' (pen) | Relatório (FIFA) Relatório (AFC) |                        | Público: 32 773 Árbitro: CHN Ma Ning |

| 15 de outubro de 2024 | Quirguistão  | 1 – 0                            | Coreia do Norte | Estádio Dolen Omurzakov, Bisqueque          |
| 20:00 (UTC+6)         | Brauzman 11' | Relatório (FIFA) Relatório (AFC) |                 | Público: 9 769 Árbitro: KSA Khaled Al-Hoish |

| 15 de outubro de 2024 | Irã                                 | 4 – 1                            | Catar   | Estádio Rashid, Dubai (Emirados Árabes Unidos) |
| 20:00 (UTC+4)         | Azmoun 42', 48' · Mohebi 65', 90+8' | Relatório (FIFA) Relatório (AFC) | Ali 17' | Público: 7 890 Árbitro: JPN Yusuke Araki       |

| 14 de novembro de 2024 | Coreia do Norte                     | 2 – 3                            | Irã                           | Novo Estádio Nacional de Laos, Vientiane (Laos) |
| 19:00 (UTC+7)          | Taremi 56' (g.c.) · Kim Yu-song 59' | Relatório (FIFA) Relatório (AFC) | Ghayedi 29' · Mohebi 41', 45' | Público: 100 Árbitro: TJK Sadullo Gulmurodi     |

| 14 de novembro de 2024 | Catar                              | 3 – 2                            | Uzbequistão         | Estádio Jassim Bin Hamad, Doha              |
| 19:15 (UTC+3)          | Ali 25', 41' · Lucas Mendes 90+12' | Relatório (FIFA) Relatório (AFC) | Fayzullaev 75', 80' | Público: 10 759 Árbitro: KOR Kim Jong-hyeok |

| 14 de novembro de 2024 | Emirados Árabes Unidos        | 3 – 0                            | Quirguistão | Estádio Mohammed Bin Zayed, Abu Dhabi    |
| 20:15 (UTC+4)          | Abdalla 15', 89' · Meloni 35' | Relatório (FIFA) Relatório (AFC) |             | Público: 6 238 Árbitro: OMA Ahmed Al-Kaf |

| 19 de novembro de 2024 | Coreia do Norte | 0 – 1                            | Uzbequistão    | Novo Estádio Nacional de Laos, Vientiane (Laos) |
| 19:00 (UTC+7)          |                 | Relatório (FIFA) Relatório (AFC) | Fayzullaev 44' | Público: 166 Árbitro: KUW Ahmed Al-Ali          |

| 19 de novembro de 2024 | Quirguistão         | 2 – 3                            | Irã                                   | Estádio Dolen Omurzakov, Bisqueque   |
| 20:00 (UTC+6)          | Kojo 51', 64' (pen) | Relatório (FIFA) Relatório (AFC) | Taremi 12' · Hardani 33' · Azmoun 76' | Público: 10 021 Árbitro: CHN Ma Ning |

| 19 de novembro de 2024 | Emirados Árabes Unidos                                       | 5 – 0                            | Catar | Estádio Al Nahyan, Abu Dhabi                  |
| 20:00 (UTC+4)          | Fábio Lima 4', 45' (pen), 45+5', 56' (pen) · Al-Ghassani 73' | Relatório (FIFA) Relatório (AFC) |       | Público: 13 825 Árbitro: KSA Khalid Al-Turais |

| 20 de março de 2025 | Uzbequistão  | 1 – 0                            | Quirguistão | Estádio Milliy, Tasquente                 |
| 21:00 (UTC+5)       | Alijonov 40' | Relatório (FIFA) Relatório (AFC) |             | Público: 32 458 Árbitro: JPN Yusuke Araki |

| 20 de março de 2025 | Irã                        | 2 – 0                            | Emirados Árabes Unidos | Estádio Azadi, Teerã                      |
| 19:30 (UTC+3:30)    | Azmoun 45+27' · Mohebi 70' | Relatório (FIFA) Relatório (AFC) |                        | Público: 32 458 Árbitro: KOR Ko Hyung-jin |

| 20 de março de 2025 | Catar                                                                           | 5 – 1                            | Coreia do Norte   | Estádio Jassim Bin Hamad, Doha                    |
| 21:15 (UTC+3)       | Afif 17' · Al Ganehi 23' · Kim Yu-song 34' (g.c.) · Al-Rawi 56' · Alaaeldin 66' | Relatório (FIFA) Relatório (AFC) | Pak Kwang-hun 86' | Público: 10 375 Árbitro: IRQ Mohanad Qasim Sarray |

| 25 de março de 2025 | Quirguistão                                    | 3 – 1                            | Catar            | Estádio Dolen Omurzakov, Bisqueque            |
| 19:45 (UTC+6)       | Kichin 45+1' · Mishchenko 82' · Shukurov 90+3' | Relatório (FIFA) Relatório (AFC) | Lucas Mendes 52' | Público: 12 325 Árbitro: MAS Nazmi Nasaruddin |

| 25 de março de 2025 | Irã             | 2 – 2                            | Uzbequistão                  | Estádio Azadi, Teerã                      |
| 19:30 (UTC+3:30)    | Taremi 52', 83' | Relatório (FIFA) Relatório (AFC) | Erkinov 16' · Fayzullaev 53' | Público: 36 702 Árbitro: OMA Ahmed Al-Kaf |

| 25 de março de 2025 | Coreia do Norte | 1 – 2                            | Emirados Árabes Unidos     | Estádio Príncipe Faisal bin Fahd, Riade (Arábia Saudita) |
| 21:15 (UTC+3)       | Kim Yu-song 43' | Relatório (FIFA) Relatório (AFC) | Fábio Lima 5' · Adil 90+8' | Público: 223 Árbitro: KSA Khaled Al-Hoish                |

| 5 de junho de 2025 | Emirados Árabes Unidos | 0 – 0                            | Uzbequistão | Estádio Al Nahyan, Abu Dhabi            |
| 20:00 (UTC+4)      |                        | Relatório (FIFA) Relatório (AFC) |             | Público: 9 820 Árbitro: AUS Shaun Evans |

| 5 de junho de 2025 | Catar     | 1 – 0                            | Irã | Estádio Jassim Bin Hamad, Al Rayyan         |
| 21:15 (UTC+3)      | Ró-Ró 41' | Relatório (FIFA) Relatório (AFC) |     | Público: 8 925 Árbitro: KSA Khaled Al-Hoish |

| 5 de junho de 2025 | Coreia do Norte                   | 2 – 2                            | Quirguistão                              | Estádio Príncipe Faisal bin Fahd, Riade (Arábia Saudita) |
| 21:15 (UTC+3)      | Pak Kwang-hun 44' · Ri Jo-guk 52' | Relatório (FIFA) Relatório (AFC) | Alykulov 57' · Kim Sung-hye 90+5' (g.c.) | Público: 100 Árbitro: JOR Adham Makhadmeh                |

| 10 de junho de 2025 | Uzbequistão                                     | 3 – 0                            | Catar | Estádio Milliy, Tasquente            |
| 18:45 (UTC+5)       | Turgunboev 28' · Shomurodov 86' · Sergeev 90+2' | Relatório (FIFA) Relatório (AFC) |       | Público: 32 931 Árbitro: CHN Ma Ning |

| 10 de junho de 2025 | Quirguistão | 1 – 1                            | Emirados Árabes Unidos | Estádio Dolen Omurzakov, Bisqueque        |
| 19:45 (UTC+6)       | Merk 90+5'  | Relatório (FIFA) Relatório (AFC) | Abdalla 30'            | Público: 12 258 Árbitro: KUW Ahmed Al-Ali |

| 10 de junho de 2025 | Irã                                          | 3 – 0                            | Coreia do Norte | Estádio Imam Reza, Mexede                     |
| 19:30 (UTC+3:30)    | Mohebi 74' · Taremi 77' · Hosseinzadeh 90+3' | Relatório (FIFA) Relatório (AFC) |                 | Público: 16 803 Árbitro: MAS Nazmi Nasaruddin |

### Grupo B
| Pos | Equipe        | Pts | J  | V | E | D | GP | GC | SG  | Classificado               |  |     |     |     |     |     |     |
| --- | ------------- | --- | -- | - | - | - | -- | -- | --- | -------------------------- |  | --- | --- | --- | --- | --- | --- |
| 1   | Coreia do Sul | 22  | 10 | 6 | 4 | 0 | 20 | 7  | +13 | Copa do Mundo FIFA de 2026 |  | —   | 1–1 | 3–2 | 1–1 | 0–0 | 4–0 |
| 2   | Jordânia      | 16  | 10 | 4 | 4 | 2 | 16 | 8  | +8  | Copa do Mundo FIFA de 2026 |  | 0–2 | —   | 0–1 | 4–0 | 3–1 | 1–1 |
| 3   | Iraque        | 15  | 10 | 4 | 3 | 3 | 9  | 9  | 0   | Quarta fase                |  | 0–2 | 0–0 | —   | 1–0 | 1–0 | 2–2 |
| 4   | Omã           | 11  | 10 | 3 | 2 | 5 | 9  | 14 | −5  | Quarta fase                |  | 1–3 | 0–3 | 0–1 | —   | 1–0 | 4–0 |
| 5   | Palestina     | 10  | 10 | 2 | 4 | 4 | 10 | 13 | −3  | Eliminado                  |  | 1–1 | 1–3 | 2–1 | 1–1 | —   | 2–2 |
| 6   | Kuwait        | 5   | 10 | 0 | 5 | 5 | 7  | 20 | −13 | Eliminado                  |  | 1–3 | 1–1 | 0–0 | 0–1 | 0–2 | —   |

| 5 de setembro de 2024 | Coreia do Sul | 0 – 0                            | Palestina | Estádio da Copa do Mundo de Seul, Seul       |
| 20:00 (UTC+9)         |               | Relatório (FIFA) Relatório (AFC) |           | Público: 59 579 Árbitro: AUS Alireza Faghani |

| 5 de setembro de 2024 | Iraque      | 1 – 0                            | Omã | Estádio Internacional de Baçorá, Baçorá       |
| 19:00 (UTC+3)         | Hussein 13' | Relatório (FIFA) Relatório (AFC) |     | Público: 63 720 Árbitro: KSA Khalid Al-Turais |

| 5 de setembro de 2024 | Jordânia       | 1 – 1                            | Kuwait             | Estádio Internacional de Amã, Amã          |
| 21:00 (UTC+3)         | Al-Taamari 14' | Relatório (FIFA) Relatório (AFC) | Nasser 90+2' (pen) | Público: 13 555 Árbitro: UAE Adel Al-Naqbi |

| 10 de setembro de 2024 | Palestina | 1 – 3                            | Jordânia                            | Estádio Kuala Lumpur, Kuala Lumpur (Malásia)  |
| 18:00 (UTC+8)          | Ali 41'   | Relatório (FIFA) Relatório (AFC) | Al-Naimat 5', 50' · Al-Rawabdeh 72' | Público: 3 012 Árbitro: KSA Majed Al-Shamrani |

| 10 de setembro de 2024 | Omã                          | 1 – 3                            | Coreia do Sul                                               | Complexo Esportivo Sultão Qaboos, Mascate |
| 18:00 (UTC+4)          | Jung Seung-hyun 45+2' (g.c.) | Relatório (FIFA) Relatório (AFC) | Hwang Hee-chan 10' · Son Heung-min 82' · Joo Min-kyu 90+11' | Público: 27 144 Árbitro: CHN Ma Ning      |

| 10 de setembro de 2024 | Kuwait | 0 – 0                            | Iraque | Estádio Internacional Jaber Al-Ahmad, Kuwait |
| 21:00 (UTC+3)          |        | Relatório (FIFA) Relatório (AFC) |        | Público: 58 000 Árbitro: JPN Hiroyuki Kimura |

| 10 de outubro de 2024 | Jordânia | 0 – 2                            | Coreia do Sul                       | Estádio Internacional de Amã, Amã            |
| 17:00 (UTC+3)         |          | Relatório (FIFA) Relatório (AFC) | Lee Jae-sung 38' · Oh Hyeon-gyu 68' | Público: 14 655 Árbitro: JPN Hiroyuki Kimura |

| 10 de outubro de 2024 | Omã                                                 | 4 – 0                            | Kuwait | Complexo Esportivo Sultão Qaboos, Mascate    |
| 20:00 (UTC+4)         | Al-Mushaifri 17', 58' · Al-Ghassani 30' · Fawaz 79' | Relatório (FIFA) Relatório (AFC) |        | Público: 25 891 Árbitro: AUS Alireza Faghani |

| 10 de outubro de 2024 | Iraque      | 1 – 0                            | Palestina | Estádio Internacional de Baçorá, Baçorá    |
| 21:00 (UTC+3)         | Hussein 31' | Relatório (FIFA) Relatório (AFC) |           | Público: 44 773 Árbitro: UAE Adel Al-Naqbi |

| 15 de outubro de 2024 | Coreia do Sul                                       | 3 – 2                            | Iraque                     | Yongin Mireu Stadium, Yongin                  |
| 20:00 (UTC+9)         | Oh Se-hun 41' · Oh Hyeon-gyu 74' · Lee Jae-sung 83' | Relatório (FIFA) Relatório (AFC) | Hussein 50' · Bayesh 90+5' | Público: 35 198 Árbitro: UZB Rustam Lutfullin |

| 15 de outubro de 2024 | Jordânia                                  | 4 – 0                            | Omã | Estádio Internacional de Amã, Amã             |
| 19:00 (UTC+3)         | Al-Naimat 26', 54' · Olwan 49' (pen), 87' | Relatório (FIFA) Relatório (AFC) |     | Público: 14 515 Árbitro: KSA Khalid Al-Turais |

| 15 de outubro de 2024 | Palestina                         | 2 – 2                            | Kuwait                | Estádio Jassim Bin Hamad, Al Rayyan (Catar)       |
| 19:00 (UTC+3)         | Abou Ali 41' (pen) · Qunbar 90+3' | Relatório (FIFA) Relatório (AFC) | Nasser 31' (pen), 80' | Público: 1 827 Árbitro: QAT Abdulrahman Al-Jassim |

| 14 de novembro de 2024 | Kuwait    | 1 – 3                            | Coreia do Sul                                            | Estádio Internacional Jaber Al-Ahmad, Kuwait |
| 17:00 (UTC+2)          | Daham 60' | Relatório (FIFA) Relatório (AFC) | Oh Se-hun 10' · Son Heung-min 19' (pen) · Bae Jun-ho 74' | Público: 22 791 Árbitro: AUS Shaun Evans     |

| 14 de novembro de 2024 | Omã             | 1 – 0                            | Palestina | Complexo Esportivo Sultão Qaboos, Mascate |
| 20:00 (UTC+4)          | Al-Ghassani 83' | Relatório (FIFA) Relatório (AFC) |           | Público: 21 754 Árbitro: CHN Fu Ming      |

| 14 de novembro de 2024 | Iraque | 0 – 0                            | Jordânia | Estádio Internacional de Baçorá, Baçorá      |
| 19:15 (UTC+3)          |        | Relatório (FIFA) Relatório (AFC) |          | Público: 65 000 Árbitro: KSA Khaled Al-Hoish |

| 19 de novembro de 2024 | Palestina  | 1 – 1                            | Coreia do Sul     | Estádio Internacional de Amã, Amã (Jordânia) |
| 16:00 (UTC+3)          | Qunbar 12' | Relatório (FIFA) Relatório (AFC) | Son Heung-min 16' | Público: 2 405 Árbitro: JPN Yusuke Araki     |

| 19 de novembro de 2024 | Omã | 0 – 1                            | Iraque   | Complexo Esportivo Sultão Qaboos, Mascate |
| 20:00 (UTC+4)          |     | Relatório (FIFA) Relatório (AFC) | Amyn 36' | Público: 26 377 Árbitro: UAE Omar Al-Ali  |

| 19 de novembro de 2024 | Kuwait    | 1 – 1                            | Jordânia      | Estádio Internacional Jaber Al-Ahmad, Kuwait  |
| 21:15 (UTC+2)          | Daham 68' | Relatório (FIFA) Relatório (AFC) | Al-Naimat 21' | Público: 29 400 Árbitro: MAS Nazmi Nasaruddin |

| 20 de março de 2025 | Coreia do Sul      | 1 – 1                            | Omã            | Estádio Goyang, Goyang                       |
| 20:00 (UTC+9)       | Hwang Hee-chan 41' | Relatório (FIFA) Relatório (AFC) | Al-Busaidi 80' | Público: 59 579 Árbitro: AUS Alireza Faghani |

| 20 de março de 2025 | Iraque                       | 2 – 2                            | Kuwait          | Estádio Internacional de Baçorá, Baçorá |
| 21:15 (UTC+3)       | Hashim 90+3' · Bayesh 90+11' | Relatório (FIFA) Relatório (AFC) | Nasser 39', 70' | Público: 45 851 Árbitro: CHN Ma Ning    |

| 20 de março de 2025 | Jordânia                                  | 3 – 1                            | Palestina | Estádio Internacional de Amã, Amã       |
| 21:15 (UTC+3)       | Al-Arab 3' · Nasib 11' · Al-Taamari 45+3' | Relatório (FIFA) Relatório (AFC) | Seyam 33' | Público: 9 555 Árbitro: AUS Shaun Evans |

| 25 de março de 2025 | Coreia do Sul   | 1 – 1                            | Jordânia     | Suwon World Cup Stadium, Suwon               |
| 20:00 (UTC+9)       | Lee Jae-sung 5' | Relatório (FIFA) Relatório (AFC) | Al-Mardi 30' | Público: 41 532 Árbitro: UZB Ilgiz Tantashev |

| 25 de março de 2025 | Palestina                    | 2 – 1                            | Iraque      | Estádio Internacional de Amã, Amã (Jordânia) |
| 21:15 (UTC+3)       | Abou Ali 88' · Mahajna 90+7' | Relatório (FIFA) Relatório (AFC) | Hussein 34' | Público: 7 305 Árbitro: KSA Khalid Al-Turais |

| 25 de março de 2025 | Kuwait | 0 – 1                            | Omã          | Estádio Internacional Jaber Al-Ahmad, Kuwait |
| 21:15 (UTC+3)       |        | Relatório (FIFA) Relatório (AFC) | Al-Sabhi 56' | Público: 41 322 Árbitro: QAT Salman Falahi   |

| 5 de junho de 2025 | Omã | 0 – 3                            | Jordânia                    | Complexo Esportivo Sultão Qaboos, Mascate     |
| 20:00 (UTC+4)      |     | Relatório (FIFA) Relatório (AFC) | Olwan 45+7' (pen), 51', 64' | Público: 13 878 Árbitro: KSA Khalid Al-Turais |

| 5 de junho de 2025 | Iraque | 0 – 2                            | Coreia do Sul                      | Estádio Internacional de Baçorá, Baçorá   |
| 21:15 (UTC+3)      |        | Relatório (FIFA) Relatório (AFC) | Kim Jin-kyu 63' · Oh Hyeon-gyu 82' | Público: 55 972 Árbitro: JPN Yusuke Araki |

| 5 de junho de 2025 | Kuwait | 0 – 2                            | Palestina                      | Estádio Internacional Jaber Al-Ahmad, Kuwait  |
| 21:15 (UTC+2)      |        | Relatório (FIFA) Relatório (AFC) | Seyam 32' · Abou Ali 88' (pen) | Público: 5 250 Árbitro: TJK Sadullo Gulmurodi |

| 10 de junho de 2025 | Coreia do Sul                                                            | 4 – 0                            | Kuwait | Estádio da Copa do Mundo de Seul, Seul         |
| 20:00 (UTC+9)       | Jeon Jin-woo 30' · Lee Kang-in 51' · Oh Hyeon-gyu 54' · Lee Jae-sung 72' | Relatório (FIFA) Relatório (AFC) |        | Público: 41 119 Árbitro: KSA Majed Al-Shamrani |

| 10 de junho de 2025 | Jordânia | 0 – 1                            | Iraque     | Estádio Internacional de Amã, Amã        |
| 21:15 (UTC+3)       |          | Relatório (FIFA) Relatório (AFC) | Sajjad 73' | Público: 15 502 Árbitro: UAE Omar Al-Ali |

| 10 de junho de 2025 | Palestina   | 1 – 1                            | Omã                  | Estadio Rei Abdullah II, Amã (Jordânia)       |
| 21:15 (UTC+3)       | Kharoub 49' | Relatório (FIFA) Relatório (AFC) | Al-Sabhi 90+7' (pen) | Público: 8 500 Árbitro: IRN Mooud Bonyadifard |

### Grupo C
| Pos | Equipe         | Pts | J  | V | E | D | GP | GC | SG  | Classificado               |  |     |     |     |     |     |     |
| --- | -------------- | --- | -- | - | - | - | -- | -- | --- | -------------------------- |  | --- | --- | --- | --- | --- | --- |
| 1   | Japão          | 23  | 10 | 7 | 2 | 1 | 30 | 3  | +27 | Copa do Mundo FIFA de 2026 |  | —   | 1–1 | 0–0 | 6–0 | 7–0 | 2–0 |
| 2   | Austrália      | 19  | 10 | 5 | 4 | 1 | 16 | 7  | +9  | Copa do Mundo FIFA de 2026 |  | 1–0 | —   | 0–0 | 5–1 | 3–1 | 0–1 |
| 3   | Arábia Saudita | 13  | 10 | 3 | 4 | 3 | 7  | 8  | −1  | Quarta fase                |  | 0–2 | 1–2 | —   | 1–1 | 1–0 | 0–0 |
| 4   | Indonésia      | 12  | 10 | 3 | 3 | 4 | 9  | 20 | −11 | Quarta fase                |  | 0–4 | 0–0 | 2–0 | —   | 1–0 | 1–0 |
| 5   | China          | 9   | 10 | 3 | 0 | 7 | 7  | 20 | −13 | Eliminado                  |  | 1–3 | 0–2 | 1–2 | 2–1 | —   | 1–0 |
| 6   | Bahrein        | 6   | 10 | 1 | 3 | 6 | 5  | 16 | −11 | Eliminado                  |  | 0–5 | 2–2 | 0–2 | 2–2 | 0–1 | —   |

| 5 de setembro de 2024 | Austrália | 0 – 1                            | Bahrein            | Estádio Robina, Gold Coast               |
| 20:10 (UTC+10)        |           | Relatório (FIFA) Relatório (AFC) | Souttar 89' (g.c.) | Público: 24 644 Árbitro: UAE Omar Al-Ali |

| 5 de setembro de 2024 | Japão                                                                          | 7 – 0                            | China | Estádio Saitama 2002, Saitama                      |
| 19:35 (UTC+9)         | Endo 12' · Mitoma 45+2' · Minamino 52', 58' · Ito 77' · Maeda 87' · Kubo 90+5' | Relatório (FIFA) Relatório (AFC) |       | Público: 52 398 Árbitro: QAT Abdulrahman Al-Jassim |

| 5 de setembro de 2024 | Arábia Saudita  | 1 – 1                            | Indonésia       | Cidade dos Esportes Rei Abdullah, Gidá       |
| 21:00 (UTC+3)         | Al-Juwayr 45+3' | Relatório (FIFA) Relatório (AFC) | Oratmangoen 19' | Público: 42 385 Árbitro: JOR Adham Makhadmeh |

| 10 de setembro de 2024 | Indonésia | 0 – 0                            | Austrália | Estádio Gelora Bung Karno, Jacarta         |
| 19:00 (UTC+7)          |           | Relatório (FIFA) Relatório (AFC) |           | Público: 70 059 Árbitro: QAT Salman Falahi |

| 10 de setembro de 2024 | China             | 1 – 2                            | Arábia Saudita  | Dalian Suoyuwan Football Stadium, Dalian      |
| 20:00 (UTC+8)          | Lajami 14' (g.c.) | Relatório (FIFA) Relatório (AFC) | Kadesh 39', 90' | Público: 48 628 Árbitro: TJK Nasrullo Kabirov |

| 10 de setembro de 2024 | Bahrein | 0 – 5                            | Japão                                             | Estádio Nacional, Rifa                        |
| 19:00 (UTC+3)          |         | Relatório (FIFA) Relatório (AFC) | Ueda 37' (pen), 47' · Morita 61', 64' · Ogawa 81' | Público: 22 729 Árbitro: UZB Rustam Lutfullin |

| 10 de outubro de 2024 | Austrália                                     | 3 – 1                            | China           | Adelaide Oval, Adelaide                       |
| 19:40 (UTC+10:30)     | Miller 45+2' · Goodwin 53' · Velupillay 90+2' | Relatório (FIFA) Relatório (AFC) | Xie Wenneng 20' | Público: 46 219 Árbitro: MAS Nazmi Nasaruddin |

| 10 de outubro de 2024 | Bahrein            | 2 – 2                            | Indonésia                       | Estádio Nacional, Rifa                    |
| 19:00 (UTC+3)         | Marhoon 15', 90+9' | Relatório (FIFA) Relatório (AFC) | Oratmangoen 45+3' · Struick 74' | Público: 10 731 Árbitro: OMA Ahmed Al-Kaf |

| 10 de outubro de 2024 | Arábia Saudita | 0 – 2                            | Japão                  | Cidade dos Esportes Rei Abdullah, Gidá      |
| 21:00 (UTC+3)         |                | Relatório (FIFA) Relatório (AFC) | Kamada 14' · Ogawa 81' | Público: 56 283 Árbitro: KOR Kim Jong-hyeok |

| 15 de outubro de 2024 | Japão              | 1 – 1                            | Austrália            | Estádio Saitama 2002, Saitama             |
| 19:35 (UTC+9)         | Burgess 76' (g.c.) | Relatório (FIFA) Relatório (AFC) | Taniguchi 58' (g.c.) | Público: 58 730 Árbitro: KUW Ahmed Al-Ali |

| 15 de outubro de 2024 | China                           | 2 – 1                            | Indonésia | Qingdao Youth Football Stadium, Qingdao  |
| 20:00 (UTC+8)         | Abduweli 21' · Zhang Yuning 44' | Relatório (FIFA) Relatório (AFC) | Haye 86'  | Público: 37 133 Árbitro: UAE Omar Al-Ali |

| 15 de outubro de 2024 | Arábia Saudita | 0 – 0                            | Bahrein | Cidade dos Esportes Rei Abdullah, Gidá     |
| 21:00 (UTC+3)         |                | Relatório (FIFA) Relatório (AFC) |         | Público: 35 437 Árbitro: QAT Salman Falahi |

| 14 de novembro de 2024 | Austrália | 0 – 0                            | Arábia Saudita | Melbourne Rectangular Stadium, Melbourne   |
| 20:10 (UTC+11)         |           | Relatório (FIFA) Relatório (AFC) |                | Público: 27 491 Árbitro: UAE Adel Al-Naqbi |

| 14 de novembro de 2024 | Bahrein | 0 – 1                            | China              | Estádio Nacional, Rifa                      |
| 17:00 (UTC+3)          |         | Relatório (FIFA) Relatório (AFC) | Zhang Yuning 90+1' | Público: 7 921 Árbitro: JOR Adham Makhadmeh |

| 15 de novembro de 2024 | Indonésia | 0 – 4                            | Japão                                                        | Estádio Gelora Bung Karno, Jacarta             |
| 19:00 (UTC+7)          |           | Relatório (FIFA) Relatório (AFC) | Hubner 35' (g.c.) · Minamino 40' · Morita 49' · Sugawara 69' | Público: 60 304 Árbitro: IRN Mooud Bonyadifard |

| 19 de novembro de 2024 | China             | 1 – 3                            | Japão                          | Estádio Xiamen Egret, Xiamen               |
| 20:00 (UTC+8)          | Lin Liangming 48' | Relatório (FIFA) Relatório (AFC) | Ogawa 39', 54' · Itakura 45+6' | Público: 45 336 Árbitro: SGP Muhammad Taqi |

| 19 de novembro de 2024 | Indonésia          | 2 – 0                            | Arábia Saudita | Estádio Gelora Bung Karno, Jacarta            |
| 19:00 (UTC+7)          | Marselino 32', 57' | Relatório (FIFA) Relatório (AFC) |                | Público: 55 970 Árbitro: UZB Rustam Lutfullin |

| 19 de novembro de 2024 | Bahrein              | 2 – 2                            | Austrália       | Estádio Nacional, Rifa                   |
| 21:15 (UTC+3)          | Abduljabbar 75', 77' | Relatório (FIFA) Relatório (AFC) | Yengi 1', 90+6' | Público: 6 873 Árbitro: KOR Ko Hyung-jin |

| 20 de março de 2025 | Austrália                                                       | 5 – 1                            | Indonésia  | Sydney Football Stadium, Sydney              |
| 20:10 (UTC+11)      | Boyle 18' (pen) · Velupillay 20' · Irvine 34', 90' · Miller 61' | Relatório (FIFA) Relatório (AFC) | Romeny 78' | Público: 35 241 Árbitro: JOR Adham Makhadmeh |

| 20 de março de 2025 | Japão                 | 2 – 0                            | Bahrein | Estádio Saitama 2002, Saitama                      |
| 19:35 (UTC+9)       | Kamada 66' · Kubo 87' | Relatório (FIFA) Relatório (AFC) |         | Público: 58 137 Árbitro: QAT Abdulrahman Al-Jassim |

| 20 de março de 2025 | Arábia Saudita    | 1 – 0                            | China | Estádio Universitário Rei Saud, Riade    |
| 21:15 (UTC+3)       | S. Al-Dawsari 50' | Relatório (FIFA) Relatório (AFC) |       | Público: 24 742 Árbitro: UAE Omar Al-Ali |

| 25 de março de 2025 | Japão | 0 – 0                            | Arábia Saudita | Estádio Saitama 2002, Saitama             |
| 19:35 (UTC+9)       |       | Relatório (FIFA) Relatório (AFC) |                | Público: 58 003 Árbitro: KUW Ahmed Al-Ali |

| 25 de março de 2025 | China | 0 – 2                            | Austrália                   | Hangzhou Olympic Expo Center, Hangzhou         |
| 19:00 (UTC+8)       |       | Relatório (FIFA) Relatório (AFC) | Irvine 16' · Velupillay 29' | Público: 70 588 Árbitro: IRN Mooud Bonyadifard |

| 25 de março de 2025 | Indonésia  | 1 – 0                            | Bahrein | Estádio Gelora Bung Karno, Jacarta             |
| 20:45 (UTC+7)       | Romeny 24' | Relatório (FIFA) Relatório (AFC) |         | Público: 69 599 Árbitro: TJK Sadullo Gulmurodi |

| 5 de junho de 2025 | Austrália  | 1 – 0                            | Japão | Perth Stadium, Perth                        |
| 19:10 (UTC+8)      | Behich 90' | Relatório (FIFA) Relatório (AFC) |       | Público: 57 226 Árbitro: OMA Qasim Al-Hatmi |

| 5 de junho de 2025 | Indonésia         | 1 – 0                            | China | Estádio Gelora Bung Karno, Jacarta            |
| 20:45 (UTC+7)      | Romeny 45' (pen.) | Relatório (FIFA) Relatório (AFC) |       | Público: 69 661 Árbitro: UZB Rustam Lutfullin |

| 5 de junho de 2025 | Bahrein | 0 – 2                            | Arábia Saudita               | Estádio Nacional, Rifa                       |
| 19:00 (UTC+3)      |         | Relatório (FIFA) Relatório (AFC) | Al-Juwayr 16' · Al-Aboud 78' | Público: 15 075 Árbitro: UZB Ilgiz Tantashev |

| 10 de junho de 2025 | Japão                                                                   | 6 – 0                            | Indonésia | Panasonic Stadium Suita, Suita              |
| 19:35 (UTC+9)       | Kamada 15', 45+6' · Kubo 19' · Morishita 55' · Machino 58' · Hosoya 80' | Relatório (FIFA) Relatório (AFC) |           | Público: 33 661 Árbitro: KOR Kim Jong-hyeok |

| 10 de junho de 2025 | China                   | 1 – 0                            | Bahrein | Longxing Football Stadium, Xunquim         |
| 19:00 (UTC+8)       | Wang Yudong 90+3' (pen) | Relatório (FIFA) Relatório (AFC) |         | Público: 51 236 Árbitro: UAE Adel Al-Naqbi |

| 10 de junho de 2025 | Arábia Saudita | 1 – 2                            | Austrália               | Cidade dos Esportes Rei Abdullah, Gidá             |
| 21:15 (UTC+3)       | Al-Aboud 19'   | Relatório (FIFA) Relatório (AFC) | Metcalfe 42' · Duke 48' | Público: 24 620 Árbitro: QAT Abdulrahman Al-Jassim |